# Thomas Eakins
Thomas Cowperthwait Eakins (Filadelfia, 25 luglio 1844 – Filadelfia, 25 giugno 1916) è stato un pittore, fotografo, scultore ed educatore artistico statunitense.
Fu uno dei più grandi pittori americani del suo tempo, un insegnante innovativo ed un realista senza compromessi.
Fu un pittore controverso e discusso da critici e pubblico durante la sua era negli Stati Uniti d'America.

## Biografia
La madre, Caroline Cowperthwait Eakins, era di origini olandesi e inglesi, mentre il padre, Benjamin Eakins, era uno scrittore e maestro calligrafo di origini scozzesi e irlandesi.
Dopo gli studi svolti all'Accademia di Belle Arti di Pennsylvania, nel 1866 si trasferì a Parigi, dove completò la sua formazione presso Jean-Léon Gérôme e lo scultore Dumont.
Dai primi anni '70 fino ai primi malanni, una quarantina d'anni dopo, Eakins lavorò per tutta la vita, scegliendo come soggetti le persone della sua Filadelfia. Dipinse varie centinaia di ritratti, solitamente amici, membri familiari, o persone preminenti nelle arti, nelle scienze, della medicina o del clero.

Nel loro complesso, i ritratti sono un'istantanea della vita intellettuale di Filadelfia alla fine del XIX secolo e agli inizi del XX; individualmente, sono incisivi dipinti di ben pensanti. Allo stesso modo, Eakins riprodusse un gran numero di grandi teatri anatomici della sua città, luoghi aperti che gli permisero di dipingere il tema che più lo influenzò: la figura umana in movimento, nuda o leggermente vestita. Nel processo egli poteva modellare le forme del corpo in piena luce e creare l'illusione della profondità utilizzando i suoi studi di prospettiva.
Eakins fu importante anche come insegnante, una presenza assai influente nell'arte americana. Le difficoltà che lo afflissero come artista furono amplificate da scandali sessuali (ad esempio con Amelia Van Buren), che troncarono il suo successo e danneggiarono la sua reputazione.

Eakins ebbe anche interesse per le nuove tecnologie di fotografia in movimento, un campo in cui è ora considerato un innovatore. Non compreso ed ignorato da vivo, da morto fu considerato "il più forte e più profondo realista della fine del diciannovesimo secolo nell'arte americana".
La vita del pittore è raccontata in un documentario Thomas Eakins: Scenes from Modern Life di Glenn Holsten (2002)

## Opere

### Pittura
- Arcadia (1883)
- The Swimming Hole (1884-1885)
- The Agnew Clinic (1889)
- Salutat (1898)

### Fotografia

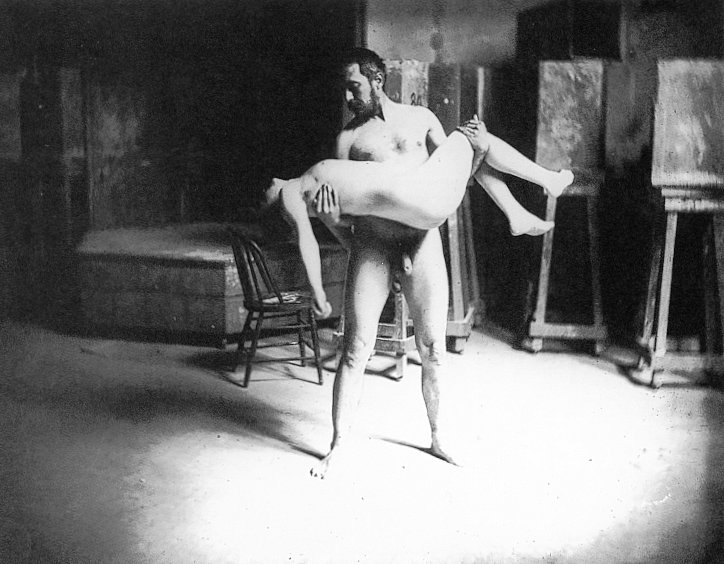
Carrying a woman
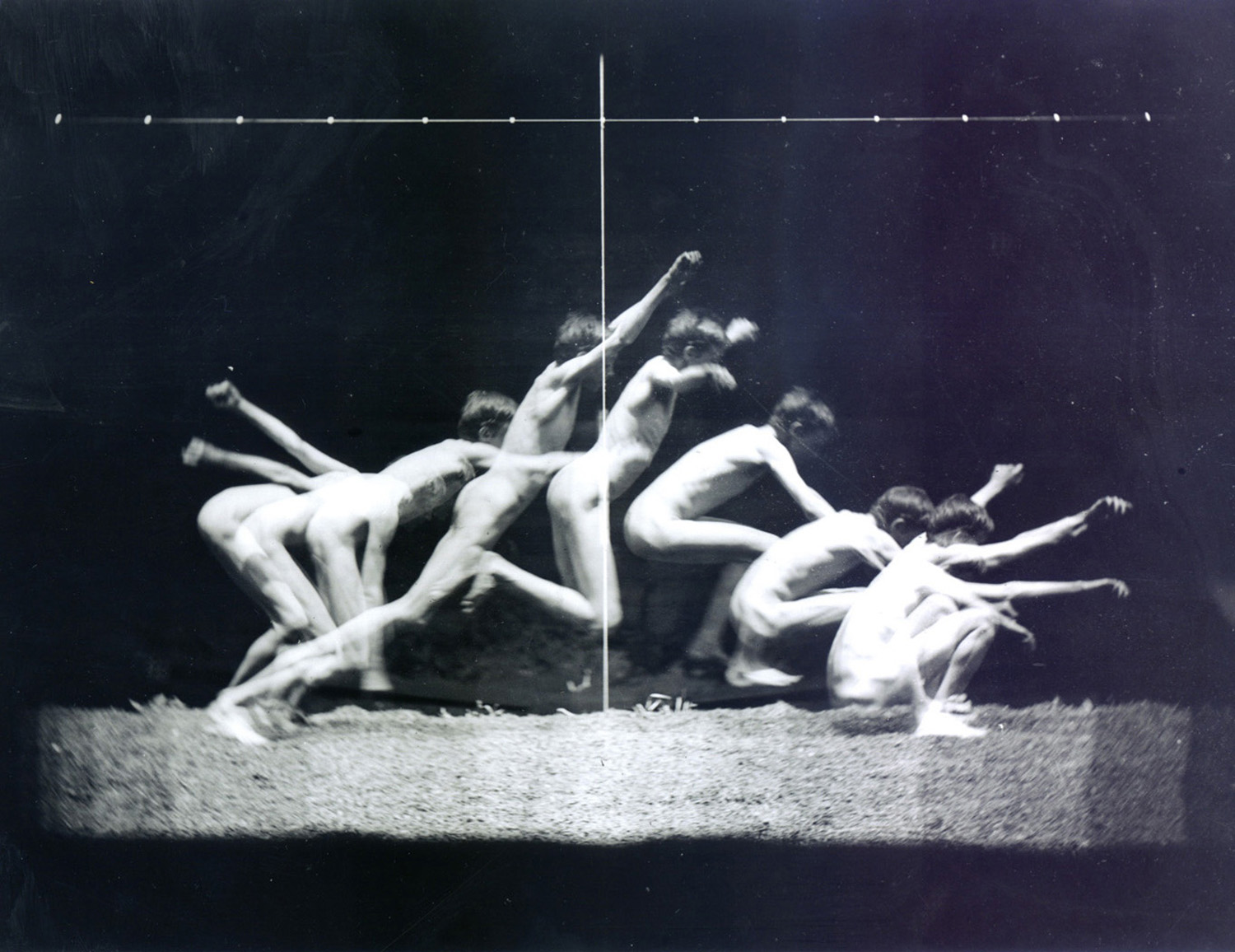
Studio di un umano in movimento (1844-1916)
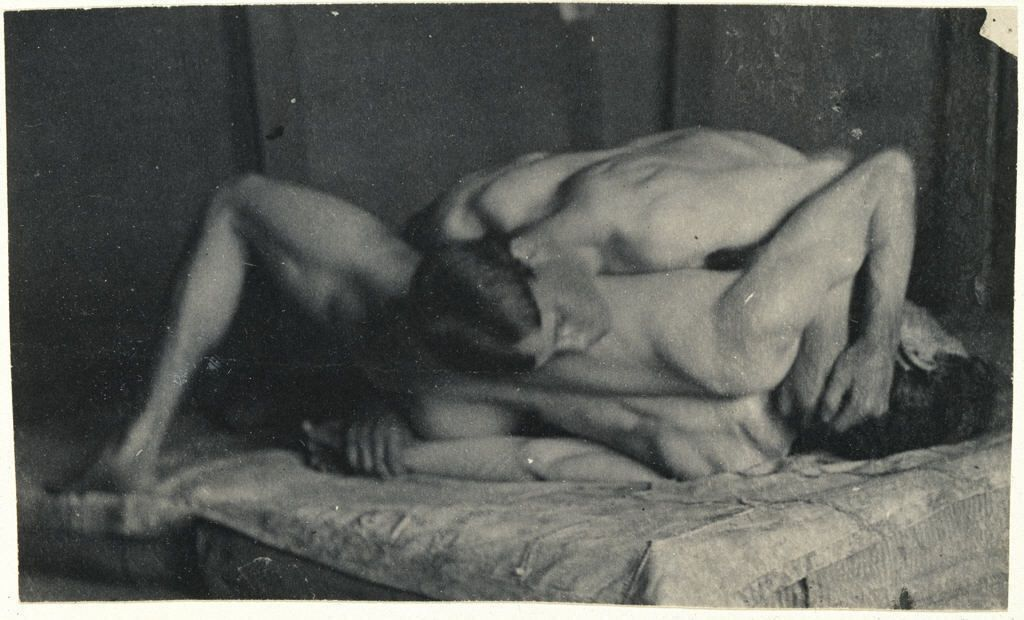
Lottatori n. 1